# Ганс Раузинг
Ганс Раузинг (швед. Hans Rausing, 25 березня 1926 — 30 серпня 2019) — шведський підприємець, мільярдер, який допоміг перетворити невелику сімейну компанію Tetra Pak в одну з найбільших в світі корпорацій з пакування харчових продуктів. Ганс — син засновника компанії Tetra Pak Рубена Раузинга. Раузинг-старший почав бізнес з виробництва упаковки в 1929 році, створивши компанію Åkerlund & Rausing. У 1951 році в якості її підрозділи було створено компанію Tetra Pak.
Ганс Раузинг став керівником компанії в 1954 році, коли йому виповнилося 28 років. Тоді в штаті Tetra Pak було всього вісім чоловік. Саме завдяки Гансу компанія згодом вийшла на світову арену, зараз вона входить міжнародну корпорацію Tetra Laval Group, що належить сім'ї Раузинг. Ганс Раузинг-молодший керував компанією в цілому 37 років.
З 1982 році Ганс Раузинг жив в Англії в маєтку, де також займався розведенням оленів і кабанів. За даними американського журналу Forbes, статки Ганса Раузинга і його сім'ї, дружини і трьох дітей, в 2019 році становили $12 млрд.

## Відзнаки
Ганс Раузинг був призначений доктором з медицини та економіки в Лундському університеті. Він був запрошеним професором університету Мелардалена, Швеція, почесним професором університету у Дубні, Росія. У 2006 році він став почесним командором ордена Британської імперії (KBE). Він був почесним стипендіатом Інституту Ісаака Ньютона в Кембриджі, а в 2011 році йому було присвоєно звання Honorary Freeman and Liveryman в Worshipful Company of Stationers and Newspaper Makers, Лондон.

## Виноски
1. 1 2 3 4  Tsang A. Hans Rausing, Swedish Packaging Magnate, Is Dead at 93 // The New York Times / J. Kahn — Manhattan: New York Times Company, A. G. Sulzberger, 2019. — ISSN 0362-4331; 1553-8095; 1542-667X
2. 1 2 3 4  Lundy D. R. The Peerage
3. ↑  Tetra Pak billionaire Hans Rausing dies at 93. 30 серпня 2019. Архів оригіналу за 30 серпня 2019. Процитовано 31 серпня 2019 — через www.bbc.com. Retrieved 30 August 2019
4. ↑  Hans Rausing European Business Forum, retrieved 4 November 2011
5. ↑  Honorary Knighthoods Awarded 1997-2006. Архів оригіналу за 22 квітня 2014. Процитовано 31 серпня 2019.